# Ihor Matwijenko
Ihor Matwijenko (ukr. Ігор Григорович Матвієнко, ur. 17 maja 1971) – ukraiński żeglarz sportowy. Złoty medalista olimpijski z Atlanty.
Igrzyska w 1996 były jego pierwszą olimpiadą. Triumfował w klasie 470. Partnerował mu Jewhen Brasławiec. Razem startowali również na IO 2000 i IO 2004. W 2001 sięgnęli po tytuł mistrzów świata, w 2000 byli brązowymi medalistami mistrzostw globu.